# Pusto Šilovo
Pour les articles homonymes, voir Šilovo.
Pusto Šilovo (en serbe cyrillique : Пусто Шилово) est un village de Serbie situé dans la municipalité de Medveđa, district de Jablanica. Au recensement de 2011, il comptait 59 habitants.

## Démographie
| 1948 | 1953 | 1961 | 1971 | 1981 | 1991 | 2002 | 2011 |
| ---- | ---- | ---- | ---- | ---- | ---- | ---- | ---- |
| 487  | 499  | 390  | 299  | 188  | 103  | 74   | 59   |

|  |